# Prva slovenska nogometna liga 2014-2015
La Prva slovenska nogometna liga 2014-2015 (in lingua italiana: Primo campionato calcistico sloveno 2014-2015), detta anche Prva liga Telekom Slovenije 2014-2015 per motivi di sponsorizzazione, abbreviata in 1. SNL 2014-2015, è stata la ventiquattresima edizione della massima serie del campionato di calcio sloveno, disputata tra il 18 luglio 2014 e il 7 giugno 2015 e conclusa con la vittoria del Maribor, al suo tredicesimo titolo, quinto consecutivo.
Capocannoniere del torneo fu Marcos Tavares (Maribor), con 17 reti.
Nel ranking UEFA 2014-15, la 1. SNL si piazzò al 20º posto (28º nel quinquennale 2010-2015).

## Stagione

### Novità
Al termine della stagione precedente il Triglav è stato retrocesso direttamente in 2. SNL. È stato promosso in 1. SNL il Radomlje, classificatosi al secondo posto in 2. SNL 2013-2014, poiché il Dob, primo classificato, non ha ottenuto la licenza per disputare la 1. SNL.

### Formula
Le squadre partecipanti sono dieci e disputano un doppio girone di andata e ritorno per un totale di 36 partite.

La squadra campione di Slovenia è ammessa al secondo turno di qualificazione della UEFA Champions League 2015-2016.

Le squadre classificate al secondo e terzo posto, così come la vincitrice della coppa nazionale, sono ammesse al primo turno di qualificazione della UEFA Europa League 2015-2016.

La penultima classificata disputa uno spareggio promozione-retrocessione contro la seconda classificata della 2. SNL mentre l'ultima retrocede direttamente.

## Squadre
| Squadre         | Città       | Stadio                      | Stagione 2013-2014 |
| --------------- | ----------- | --------------------------- | ------------------ |
| Celje           | Celje       | Arena Petrol                | 8º posto           |
| Domžale         | Domžale     | Sports Park                 | 6º posto           |
| Gorica          | Nova Gorica | Športni Park                | 4º posto           |
| Koper           | Capodistria | Bonifika                    | 2º posto           |
| Krka            | Novo Mesto  | Portoval                    | 9º posto           |
| Maribor         | Maribor     | Ljudski vrt                 | Campione           |
| Olimpia Lubiana | Lubiana     | Stadio Stožice              | 7º posto           |
| Radomlje        | Radomlje    | Sports Park                 | 2º posto in 2. SNL |
| Rudar Velenje   | Velenje     | Stadio municipale Ob Jezeru | 3º posto           |
| Zavrč           | Zavrč       | Sports Park                 | 5º posto           |

## Classifica finale
|                     | Pos. | Squadra         | Pt | G  | V  | N  | P  | GF | GS | DR  |
| ------------------- | ---- | --------------- | -- | -- | -- | -- | -- | -- | -- | --- |
| Slovenia (bandiera) | 1.   | Maribor         | 79 | 36 | 24 | 7  | 5  | 74 | 32 | +42 |
|                     | 2.   | Celje           | 70 | 36 | 20 | 10 | 6  | 58 | 31 | +27 |
|                     | 3.   | Domžale         | 68 | 36 | 21 | 5  | 10 | 52 | 22 | +30 |
|                     | 4.   | Olimpia Lubiana | 61 | 36 | 17 | 10 | 9  | 55 | 32 | +23 |
|                     | 5.   | Zavrč           | 49 | 36 | 15 | 4  | 17 | 38 | 52 | -14 |
|                     | 6.   | Rudar Velenje   | 46 | 36 | 12 | 10 | 14 | 44 | 43 | +1  |
|                     | 7.   | Krka            | 40 | 36 | 11 | 7  | 18 | 38 | 54 | -16 |
|                     | 8.   | Koper           | 40 | 36 | 12 | 4  | 20 | 35 | 58 | -23 |
|                     | 9.   | Gorica          | 37 | 36 | 10 | 7  | 19 | 40 | 46 | -6  |
|                     | 10.  | Radomlje        | 16 | 36 | 4  | 4  | 28 | 21 | 85 | -64 |

Legenda:

      Campione di Slovenia e ammessa al secondo turno preliminare della UEFA Champions League 2015-2016

      Ammesse al primo turno preliminare UEFA Europa League 2015-2016

 Ammessa allo spareggio promozione-retrocessione

      Retrocessa in 2. SNL 2015-2016

Note:
Tre punti a vittoria, uno a pareggio, zero a sconfitta.
La classifica viene stilata secondo i seguenti criteri:
- Punti conquistati
- Punti conquistati negli scontri diretti
- Differenza reti negli scontri diretti
- Reti realizzate negli scontri diretti
- Differenza reti generale
- Reti totali realizzate

### Spareggio promozione-retrocessione
Lo spareggio si gioca tra la 9ª classificata in 1. SNL (Gorica) e la 2ª classificata in 2. SNL (Aluminij).
|          | Risultati |          | Luogo e data               |  |
| -------- | --------- | -------- | -------------------------- |  |
| Gorica   | 0 - 0     | Aluminij | Nova Gorica, 3 giugno 2015 |  |
| Aluminij | 1 - 2     | Gorica   | Kidričevo, 7 giugno 2015   |  |

Il Gorica rimane in 1. SNL, mentre l'Aluminij rimane in 2. SNL.

### Verdetti
- Maribor campione di Slovenia e ammesso al secondo turno di qualificazione della UEFA Champions League 2015-2016
- Celje, Domžale e Koper (vincitore della Pokal Nogometne zveze Slovenije 2014-2015) qualificati al primo turno di qualificazione della UEFA Europa League 2015-2016.
- Radomlje retrocesso in 2. SNL 2015-2016.

## Risultati
|                 | Cel     | Dom     | Gor     | Kop     | Krk     | Mar     | Oli     | Rad     | RuV     | Zav     |
| --------------- | ------- | ------- | ------- | ------- | ------- | ------- | ------- | ------- | ------- | ------- |
| Celje           | ––––    | 2-0 0-0 | 2-0 0-3 | 1-1 3-2 | 3-0 2-1 | 3-1 0-2 | 0-0     | 5-0 3-2 | 1-1 1-3 | 0-1 3-0 |
| Domžale         | 1-0 0-1 | ––––    | 3-0 3-1 | 2-0 3-0 | 2-0 2-1 | 2-0 0-0 | 0-0 0-1 | 3-0 4-0 | 1-1 4-0 | 1-3 2-3 |
| Gorica          | 1-1 2-2 | 0-1 1-2 | ––––    | 0-1 1-2 | 2-1 3-0 | 0-2 1-1 | 0-3 1-2 | 4-0 0-0 | 1-2 3-0 | 1-0 4-0 |
| Koper           | 0-2 0-1 | 0-1 1-0 | 1-0 2-0 | ––––    | 1-0 0-2 | 1-2 1-4 | 1-2 2-1 | 1-2 2-0 | 1-3 0-3 | 2-1 1-2 |
| Krka            | 1-1 0-4 | 0-1 3-2 | 2-1 0-2 | 1-3 3-0 | ––––    | 1-3     | 2-1 0-0 | 0-0 1-1 | 1-1 2-0 | 2-3 3-0 |
| Maribor         | 1-2 4-1 | 0-1 1-0 | 2-1 5-1 | 4-0 0-0 | 2-0 2-2 | ––––-   | 3-3 4-1 | 3-2 4-1 | 1-0 3-2 | 3-0 2-1 |
| Olimpia Lubiana | 1-3 1-2 | 2-1 0-2 | 0-0 3-1 | 4-0 0-0 | 3-1 1-2 | 0-0 0-1 | ––––    | 4-0 3-1 | 2-0 0-0 | 2-0 3-1 |
| Radomlje        | 0-3 0-1 | 0-2 0-3 | 0-3 1-0 | 1-2 2-1 | 0-2 0-1 | 0-0 1-6 | 1-4 0-4 | ––––    | 1-2 1-0 | 1-2 0-4 |
| Rudar Velenje   | 0-0 1-3 | 0-1 0-0 | 1-0 1-2 | 2-3 2-2 | 3-1 0-0 | 0-1 2-0 | 0-0 2-0 | 2-0 3-2 | ––––    | 0-2 7-2 |
| Zavrč           | 0-0 1-2 | 0-2 1-0 | 0-0     | 1-0 2-1 | 2-0 0-1 | 0-1 1-3 | 0-2 1-2 | 2-1 1-0 | 1-0 0-0 | ––––    |

## Statistiche

### Classifica marcatori
| Gol |  |  | Giocatore       | Squadra         |
| --- |  |  | --------------- | --------------- |
| 17  |  |  | Marcos Tavares  | Maribor         |
| 15  |  |  | Benjamin Verbič | Celje           |
| 13  |  |  | Andraž Šporar   | Olimpia Lubiana |
| 12  |  |  | Sunny Omoregie  | Celje           |
| 12  |  |  | Luka Zahovič    | Maribor         |
| 10  |  |  | Dalibor Volaš   | Maribor         |
| 9   |  |  | Ivan Firer      | Rudar Velenje   |
| 9   |  |  | Dragan Jelič    | Rudar Velenje   |
| 8   |  |  | Mitja Lotrič    | Koper           |
| 7   |  |  | Damjan Bohar    | Maribor         |
| 7   |  |  | Luka Majcen     | Gorica          |
| 7   |  |  | Danijel Miškić  | Celje           |
| 7   |  |  | Benjamin Morel  | Domžale         |
| 7   |  |  | Dejan Žigon     | Gorica          |